# Sagnes-et-Goudoulet
Sagnes-et-Goudoulet – miejscowość i gmina we Francji, w regionie Owernia-Rodan-Alpy, w departamencie Ardèche.
Według danych na rok 1990 gminę zamieszkiwało 146 osób, a gęstość zaludnienia wynosiła 6 osób/km² (wśród 2880 gmin regionu Rodan-Alpy Sagnes-et-Goudoulet plasuje się na 1476. miejscu pod względem liczby ludności, natomiast pod względem powierzchni na miejscu 350.).